# Borleña
Borleña es una localidad del municipio de Corvera de Toranzo (Cantabria, España). En el año 2016 contaba con una población de 104 habitantes (INE). La localidad se encuentra a 169 metros de altitud sobre el nivel del mar, y a 2,5 kilómetros de la capital municipal, San Vicente de Toranzo. En el barrio de Salcedillo se hallan las ruinas de la ermita de Santa Leocadia, románica. La iglesia parroquial fue construida en 1898.
Antiguamente fue llamada Morboleña, documentado en una pesquisa de 1352 con motivo de su paso del solariego al realengo. El topónimo se ha relacionado con la nomenclatura paleoeuropea de un accidente hídrico.
Cerca de la localidad está Churrón de Borleña, cascada de más de 20 metros de altura y frecuentada por senderistas.